# 2 Sisters Food Group
2 Sisters Food Group est une entreprise britannique de transformation de volaille. Elle est fondée et possédée par Ranjit Singh Boparan. Son siège social est situé à Birmingham. Elle emploie près de 23 000 personnes.

## Histoire
En 2011, 2 Sisters Food Group annonce l'acquisition pour 342 millions de livres de Northern Foods, entreprise britannique présente dans la préparation de pizza, de biscuits etc et qui emploie 9 000 personnes,.
En 2013, 2 Sisters Food Group annonce l'acquisition des activités britanniques de Vion, spécialisées dans la volaille et la viande rouge, pour un montant inconnu.
En octobre 2020, 2 Sisters Food Group annonce la vente des biscuits Fox's à Ferrero pour un montant non dévoilé.